# The Baby Show (film 1913)
The Baby Show è un cortometraggio muto del 1913. Il nome del regista non viene riportato nei credit del film, un documentario di 100 metri prodotto dalla Vitagraph Company of America.

## Produzione
Il film fu prodotto dalla Vitagraph Company of America.

## Distribuzione
Distribuito dalla General Film Company, il film - un cortometraggio di 100 metri - uscì nelle sale cinematografiche statunitensi il 30 dicembre 1913. Nelle proiezioni, veniva programmato con il sistema dello split reel, accorpato in un'unica bobina con un altro cortometraggio prodotto dalla Vitagraph, la commedia drammatica His Second Wife.